# توماس خیمنز (بازیکن فوتبال)
توماس خیمنز (انگلیسی: Tomás Giménez؛ زادهٔ ۲۹ اکتبر ۱۹۹۸) بازیکن فوتبال اهل آرژانتین است.